# Imageepoch
Az Imageepoch (イメージエポック; Hepburn: Imējiepokku) egy tokiói székhelyű videójáték-fejlesztő cég volt, amelyet 2005 június 9-én alapított Mikage Rjóei. Az Imageepoch első projektje a 2007-ben Nintendo DS-re megjelent Luminous Arc körökre osztott stratégiai szerepjáték volt. Azóta a vállalat több csapattá bővült, melyek mindegyike külön-külön projekten dolgozhat. 2008-ban az Imageepoch elkészítette a bemutatkozó játékuk folytatását Luminous Arc 2 címmel, valamint a Sands of Destructiont, mindkettőt Nintendo DS kézikonzolra. A 2009-ben megjelent 7th Dragon című Nintendo DS-játékuk két PlayStation Portable-ös folytatást ért meg. A rákövetkező években a cég elsősorban PSP-játékok elkészítésére összpontosított. Első asztali konzolos játékuk, az Arc Rise Fantasia 2009-ben, míg első saját kiadású nagyfelbontású szerepjátékuk, a Time and Eternity 2012-ben jelent meg, előbbi Wiire, míg utóbbi PlayStation 3-ra.
A cég 2015-ben csődbe ment, utolsó játékuk 2015. június 4-én jelent meg Stella Glow címmel.

## Videójátékaik

### Nintendo DS
- 7th Dragon (2009)
- Luminous Arc (2007)
- Luminous Arc 2 (2008)
- Sands of Destruction (2008)
- Luminous Arc 3 (2009)[4]

### Nintendo 3DS
- SoniPro (2014)
- Tósin tosi Girls Gift RPG (2014)
- Yoshi’s New Island (2014, az Arzest közreműködésével)
- Stella Glow (2015)

### PlayStation Portable
- Last Ranker (2010)[5]
- Fate/Extra (2010)
- Criminal Girls (2010)[6]
- Black Rock Shooter: The Game (2011)[7]
- Final Promise Story (2011)
- 7th Dragon 2020 (2011)
- Fate/Extra CCC (2013)[8]
- Sol Trigger (2012)[9]
- 7th Dragon 2020 2 (2013)

### PlayStation Vita
- Criminal Girls Invitation (2013)

### PlayStation 3
- Chevalier Saga Tactics (2011)
- Tokitowa (2012)

### Wii
- Arc Rise Fantasia (2009)